# Dutch Open 1954
Die Dutch Open 1954 im Badminton fanden Ende Februar 1954 im Krelagehuis in Haarlem statt.

## Finalergebnisse
| Disziplin    | Sieger                         | Finalist                       | Ergebnis     |
| ------------ | ------------------------------ | ------------------------------ | ------------ |
| Herreneinzel | Eddy Choong                    | Jørn Skaarup                   | 15-9, 15-10  |
| Dameneinzel  | Hanne Jensen                   | Annelise Hansen                | 11-3, 11-4   |
| Herrendoppel | Jørn Skaarup Preben Dabelsteen | Jesper Sandvad Ole Mertz       | 15-12, 18-14 |
| Damendoppel  | Hanne Jensen Annelise Hansen   | Tove Andersen Jytte Malmqvist  | 15-4, 15-3   |
| Mixed        | Jørn Skaarup Annelise Hansen   | Preben Dabelsteen Hanne Jensen | 15-3, 18-15  |